# Embrión (botánica)
En botánica, un embrión es el rudimento de la planta adulta, en estado de vida latente o letargo, formado tras la fecundación de la oósfera. La doble fecundación de las angiospermas da lugar al desarrollo del embrión y del endospermo, el tejido nutricional del embrión durante la germinación.
El embrión está formado por la radícula dirigida hacia la micrópila, el hipocótilo que es un corto vástago, los cotiledones que son las primeras hojas y la plúmula o gémula que es el ápice caulinar y a veces algunos primordios foliares.
En las pteridófitas el embrión es unipolar: sólo se establece el polo de crecimiento correspondiente al vástago, pues las raíces son adventicias. En cambio en las espermatófitas, el embrión es bipolar: en un polo se desarrolla el tallo, y en el otro, la raíz. En las gimnospermas el embrión presenta generalmente dos a varios cotiledones, dos en el caso de Ginkgo biloba y 5 a 18 en el caso de Pinus. En las dicotiledóneas presenta dos cotiledones que pueden tener diverso aspecto, foliáceos como en el zapallo y ricino; carnosos como en el maní y arveja; con los extremos retorcidos como en el tomate, plegados de diversas maneras, características para cada género o familia. En las monocotiledóneas el embrión presenta un solo cotiledón: su posición es lateral, igual que la de la plúmula.

## Origen y desarrollo

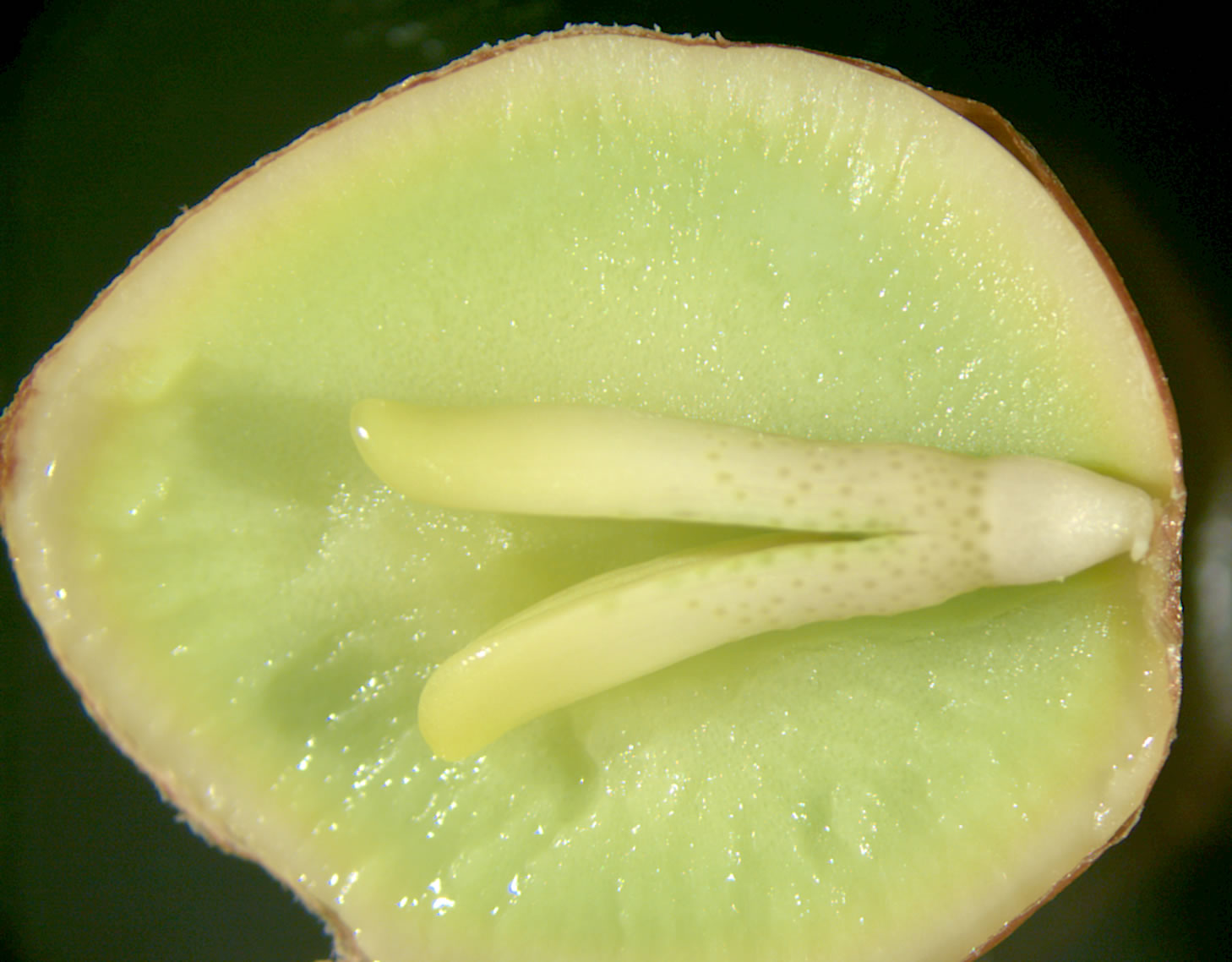
Embrión de Ginkgo biloba mostrando sus dos cotiledones.

El embrión se origina a partir del cigoto. El conjunto de procesos fisiológicos que conducen a la transformación de una sola célula, el cigoto, en un individuo multicelular más complejo —el embrión— contenido en la semilla madura se denomina embriogénesis. Requiere de fina regulación de multitud de elementos de desarrollo, que conducen a la elaboración de morfologías básicas (morfogénesis), el establecimiento de estructuras funcionalmente organizadas (organogénesis) y la diferenciación tisular. Además, debe generar las estructuras elementales de crecimiento activo en los sistemas modulares que son las plantas, esto es, los meristemos, así como las funciones necesarias para la ulterior supervivencia del embrión, como son la quiescencia y la germinación.
Como organismo modelo los fisiólogos vegetales han empleado a la pequeña crucífera Arabidopsis thaliana, cuya embriogénesis ha sido profusamente estudiada y compartimentalizada en estadios conceptuales:
1. Estado de cigoto. Inicial, es el resultado de la fusión de la oósfera con uno de los núcleos generativos del grano de polen.
2. Estado globular. Estado de ocho células generadas tras la primera división cigótica asimétrica.
3. Estado cordiforme. Aquel donde se diferencian dos lugares de división activa, lo que serán los futuros cotiledones.
4. Estado torpedo. Debido a la elongación celular en el eje longitudinal del embrión y por expansión de los cotiledones.
5. Estado maduro. Tras la pérdida de agua e iniciación de un estado quiescente.